# Erich Peter Wohlfarth
Erich Peter Wohlfarth (Gliwice, 7 de dezembro de 1924 – Londres, 16 de março de 1988) foi um físico teuto-estadunidense, que trabalhou teoricamente com magnetismo.

## Vida
Filho de um juiz em Wrocław, que em 1933 escapuliu para a Inglaterra devido à perseguição pelos nazistas após a Machtergreifung. Wohlfarth estudou física na Universidade de Leeds com o bacharelado em 1946 e um doutorado em 1948, orientado por Edmund Clifton Stoner. A partir de 1948 foi lecturer de matemática no Imperial College London, e a partir de 1956 reader de matemática aplicada e a partir de 1964 professor de teoria do magnetismo.
Foi professor visitante na Universidade Estadual de Iowa (1966), na Universidade de Grenoble (1973/74), na Universidade de Bochum (1978) e na Universidade Técnica de Viena (1978/79) bem como pesquisador convidado no Centro de Pesquisas na General Electric em Schenectady (1979).
Wohlfarth aplicou o modelo de Stoner do ferromagnetismo de seu orientador Stoner (de 1938/39). Na Alemanha o modelo é frequentemente referido com o nome de ambos.
Em 1957 obteve um título de D. Sc. na Universidade de Leeds. Em 1988 obteve um doutorado honoris causa na Universidade Técnica de Viena.

## Obras
- Editor: Ferromagnetic materials. A handbook on the properties of magnetically ordered substances. North Holland 1980 a 1990 (mais tarde como Handbook of Magnetic Materials)
- com Stoner: A mechanism of magnetic hysteresis in heterogeneous alloys. In: Philosophical Transactions of the Royal Society A: Physical, Mathematical and Engineering Sciences. Volume 240, 1948, p. 599–642 (modelo de Stoner-Wohlfarth).